# Duga Resa
Duga Resa je grad u Hrvatskoj. Upravno-politički pripada Karlovačkoj županiji. Poznata je po pamučnoj industriji.

## Naselja u sastavu Grada Duge Rese
Na području grada nalazi se 29 naselja, to su:
- Belajska Vinica
- Belavići
- Bošt
- Cerovački Galovići
- Donje Mrzlo Polje Mrežničko
- Donji Zvečaj
- Duga Resa
- Dvorjanci
- Galović Selo
- Gorica
- Gornje Mrzlo Polje Mrežničko
- Grganjica
- Gršćaki
- Kozalj Vrh
- Lišnica
- Mihalić Selo
- Mrežničke Poljice
- Mrežnički Brig
- Mrežnički Novaki
- Mrežnički Varoš
- Mrežničko Dvorište
- Novo Brdo Mrežničko
- Pećurkovo Brdo
- Petrakovo Brdo
- Sveti Petar Mrežnički
- Šeketino Brdo
- Venac Mrežnički
- Zvečaj

## Zemljopis
Duga Resa se smjestila u kontinentalnoj Hrvatskoj na rijeci Mrežnici nedaleko Karlovca, na raskrižju puteva prema Rijeci i Senju.

## Stanovništvo
Prema popisu stanovništva iz 2011. godine, područje Grada Duge Rese ima 11.180 stanovnika, dok je prema popisu iz 2001. imalo 12.114 stanovnika.
Najviše je bilo Hrvata (97,39 %).
Do novog teritorijalnog ustrojstva Hrvatske, postojala je bivša velika općina Duga Resa, koja je imala sljedeći etnički sastav:
| godina popisa | ukupno | Hrvati           | Srbi          | Jugoslaveni  | ostali        |
| ------------- | ------ | ---------------- | ------------- | ------------ | ------------- |
| 1991.         | 30.485 | 27.253 (89,39 %) | 1978 (6,48 %) | 141 (0,46 %) | 1113 (3,65 %) |
| 1981.         | 30.138 | 26.547 (88,08 %) | 2297 (7,62 %) | 765 (2,53 %) | 529 (1,75 %)  |
| 1971.         | 32.093 | 28.526 (88,88 %) | 3073 (9,57 %) | 174 (0,54 %) | 320 (0,99 %)  |

Bivša velika općina Duga Resa je zatim ukinuta, a na tom području formirani su Grad Duga Resa i općine: Barilović, Bosiljevo, Generalski Stol i Netretić. 

### Duga Resa (naseljeno mjesto)
U Dugoj Resi je 1835. bilo 24 kuće i 183 katolička stanovnika.
| broj stanovnika | 3258  | 3608  | 3349  | 4193  | 4733  | 5665  | 5448  | 7230  | 8828  | 9429  | 10330 | 11709 | 13102 | 14088 | 12114 | 11180 | 10212 |
|                 | 1857. | 1869. | 1880. | 1890. | 1900. | 1910. | 1921. | 1931. | 1948. | 1953. | 1961. | 1971. | 1981. | 1991. | 2001. | 2011. | 2021. |

| broj stanovnika | 256   | 273   | 298   | 635   | 1028  | 1417  | 1242  | 1992  | 3337  | 3773  | 4209  | 4666  | 6747  | 7513  | 6601  | 6011  | 5380  |
|                 | 1857. | 1869. | 1880. | 1890. | 1900. | 1910. | 1921. | 1931. | 1948. | 1953. | 1961. | 1971. | 1981. | 1991. | 2001. | 2011. | 2021. |

- 2001. – 6601
- 1991. – 7513 (Hrvati – 6502, Srbi – 567, Jugoslaveni – 101, ostali – 343)
- 1981. – 6747 (Hrvati – 5660, Srbi – 504, Jugoslaveni – 379, ostali – 204)
- 1971. – 4666 (Hrvati – 3996, Srbi – 435, Jugoslaveni – 110, ostali – 125)

## Uprava
Zamjenik gradonačelnika koji obnaša dužnost gradonačelnika Grada Duge Rese je Tomislav Boljar (mandat od 2016.).

## Povijest
Duga Resa, nekada selo, malo mjesto, prvi puta spominje se 1380. godine.
O postanku imena Duge Rese postoji nekoliko tumačenja:
- prema jednom ime je nastalo prema riječi "resa" koja se javlja na narodnoj nošnji
- drugi vežu postanak imena na kopnenu biljku "resu" kojom je bio pokriven ovaj kraj
- treći izvode ime iz biljke "resine" koja raste u vodi
- neki vežu ime mjesta uz ime gostioničarke Reze koja je u Dugoj Resi imala gostionicu.

Izgradnjom željezničke pruge Karlovac – Rijeka kroz Dugu Resu 1873. godine, započeo je gospodarski razvitak grada. Povijest mjesta seže od srednjeg vijeka a tek pojavom Pamučne industrije 1884. godine, od maloga sela postaje industrijsko mjesto koje je 1896. godine postalo općinsko središte, a 1993. godine nakon uspostave samostalne i suverene države Republike Hrvatske dobiva status grada.

## Gospodarstvo
- Pamučna industrija Duga Resa (osnovana 1884. godine).

## Poznate osobe
- Antun "Tova" Stipančić, osvajač mnogih svjetskih, europskih i državnih odličja u stolnom tenisu 70-tih godina 20. st.
- Željko Perušić, bivši nogometaš Dinama, osvajač zlata 1960. godine na Olimpijskim igrama u Rimu i srebra 1960. na Europskom nogometnom prvenstvu u Parisu, nastupajući za tadašnju reprezentaciju Jugoslavije
- Borna Petanjek, hrvatski reprezentativac u streljaštvu u disciplini MK puška trostav i disciplini MK puška ležeći, član Streljačkog kluba “Duga Resa”[9]
- Dragutin Drvodelić, bivši igrač u momčadi Hajduka, s kojom je osvojio prvenstvo Jugoslavije 1950. i 1952. godine
- Marija Matuzić, poznatija kao Maca Maradona, najbolja je i najpoznatija hrvatska nogometašica
- Miroslav Šutej, hrvatski umjetnik i akademik
- Irena Lukšić, hrvatska spisateljica, prevoditeljica i znanstvenica
- Željko Drakšić, hrvatski košarkaš, košarkaški sudac, hrvatski i europski košarkaški dužnosnik
- Anton Samovojska, hrvatski sportski novinar

## Obrazovanje
- Osnovne škole: 
  - OŠ "Ivan Goran Kovačić"
  - OŠ "Vladimir Nazor"

- Srednje škole:
  - Srednja škola "Duga Resa"

## Kultura
U Dugoj Resi djeluju dvije ustanove iz područja kulture: Gradska knjižnica i čitaonica Duga Resa (http://gkicdr.hr/) i Pučko otvoreno učilište.
U Dugoj Resi djeluje kulturno umjetničko društvo Sveti Juraj.
Radio Mrežnica iz Duge Rese najslušanija je radio postaja u Karlovačkoj županiji.

## Šport
Duga Resa je oduvijek bila poznata po športskim uspjesima.
Imala je snažni stolni tenis koji je još uvijek u vrhu Hrvatskih top ljestvica sa stolnoteniskim klubom STK Aquaestil. Proglašen najboljim u dugoreškom športu za 2018. godini, kao i njihova igračica Andrea Pavlović.
U Dugoj Resi postoji vrlo uspješan ženski odbojkaški klub OK Mladost. Djevojke su članice 1. b Hrvatske lige. Aktualne su prvakinje 1. b lige što im je omogućilo ulazak u 1. A ligu. Nakon ispadanja iz najvišeg ranga Uprava je odlučila preseliti klub u Treću ligu.
Također postoji košarkaški klub Duga Resa i džudo klub Duga Resa.
Postoji NK Duga Resa 1929, čiji se seniori natječu u županijskoj ligi, dok mlade kategorije u 3. HNL. 
Nekoliko godina, u Dugoj Resi, najbolji je klub Streljački klub Duga Resa, visoko plasiran u hrvatskom prvenstvu. Njihov strijelac Filip Brinski proglašen je najboljim u dugoreškom športu za 2018. godinu, a iste godine u konkurenciji športskih klubova SK Duga Resa bila je druga.
Trećeplasirani među najboljima u dugoreškom športu za 2018. godinu je Kuglački klub Stara hiža. 
 
Do 2017 godine je djelovao i Kuglački klub Duga Resa.

## Vanjske poveznice
- Službene stranice Grada Duga Resa.

|  | Portal Hrvatske – Pristup člancima s tematikom o Hrvatskoj. |